# Trèfle d'eau
Menyanthes trifoliata
Genre
Espèce
Classification APG III (2009)
Statut de conservation UICN

 LC  : Préoccupation mineure
Le Trèfle d'eau ou Ményanthe trèfle d'eau (Menyanthes trifoliata) est une plante herbacée vivace semi-aquatique de la famille des Ményanthacées. Elle est monotypique dans son genre.

## Étymologie
Du grec ancien μινυανθής (minuanthếs) (« qui fleurit peu de temps »), composé du verbe μινύθω (minúthô) (« diminuer ») et ἄνθος (ánthos) (« fleur »), en référence au caractère passager de sa floraison.

## Description
C'est une plante stolonifère, aux feuilles à 3 folioles entières, émergées, longuement pétiolées, aux fleurs en grappes lâches, à 5 pétales en étoile, à la face dorsale rosée, interne blanchâtre bordée de longs poils blancs.
C'est une plante commune dans toute l'Europe, des eaux peu profondes et des marais, en dessous de 1 800 m d'altitude, en Asie et en Amérique du Nord.
Elle n'a aucun rapport botanique avec les autres trèfles, plantes de la famille des Fabacées.

## Statuts de protection, menaces
L'espèce est évaluée comme non préoccupante aux échelons mondial, européen et français.
En France l'espèce est toutefois considérée en danger critique (CR) dans la région Centre ; en danger (EN) en Haute-Normandie ; elle est considérée vulnérable (VU) en Poitou-Charentes, Nord-Pas-de-Calais et Aquitaine ; quasi menacée (NT), proche du seuil des espèces menacées ou qui pourraient l'être si des mesures de conservation spécifiques n'étaient pas prises, en Corse, Champagne-Ardennes, Picardie, Alsace, Pays de la Loire et Bourgogne.

## Galerie

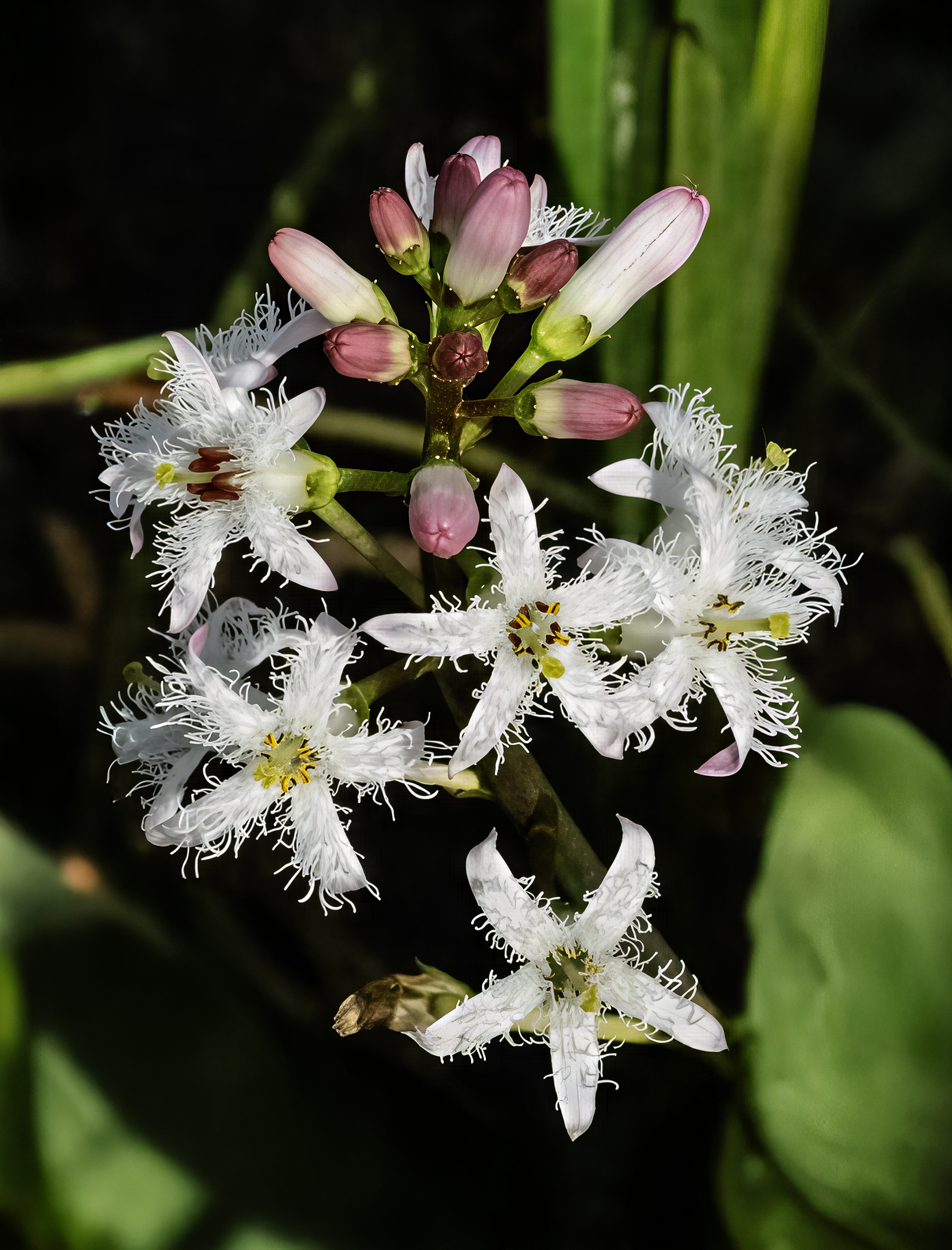
Inflorescence Jardin Botanique Henri GAUSSEN MHNT
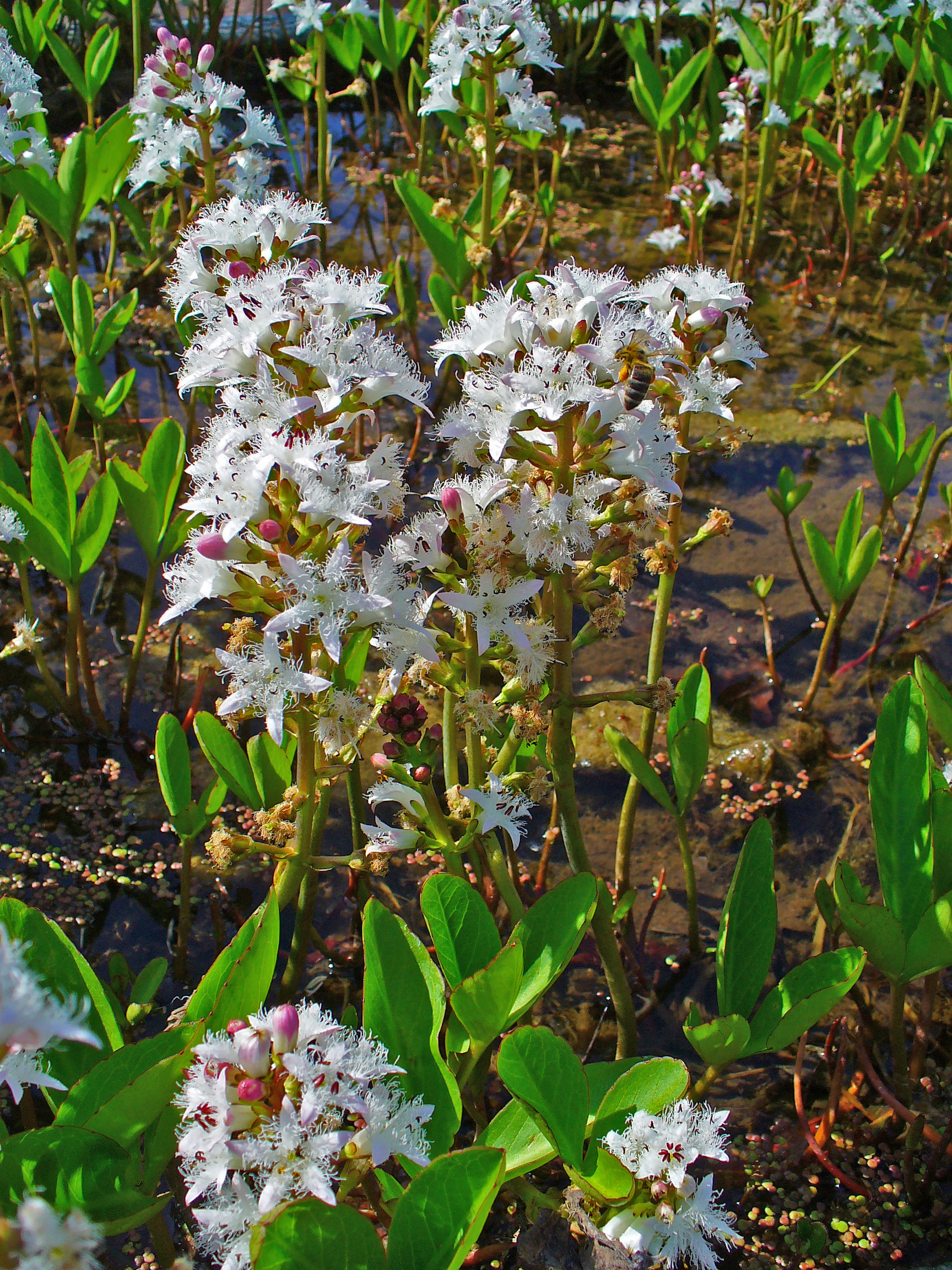
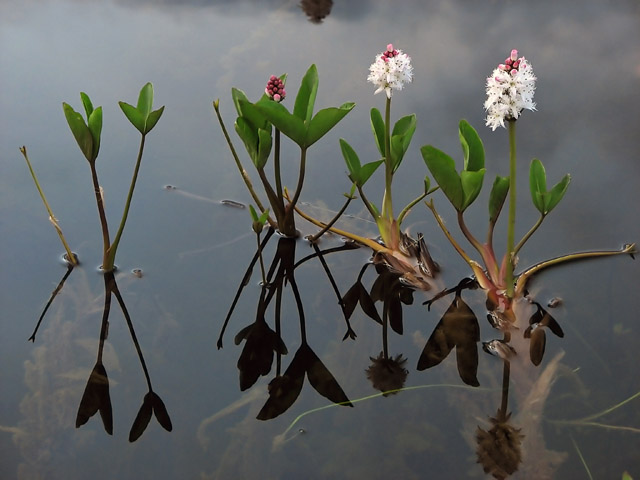
Trèfle d'eau (Lac Guichard, Savoie, France)